# David Townsend
David Townsend (* 28. August 1955 in Birmingham) ist ein ehemaliger britischer Ruderer, der 1980 eine olympische Bronzemedaille gewann und zweimal Weltmeisterschaftsdritter war.

## Karriere
Bei den Weltmeisterschaften 1975 in Nottingham belegte Townsend mit dem britischen Achter den neunten Platz. Im Jahr darauf trat er bei den Olympischen Spielen 1976 in Montreal zusammen mit Neil Keron, Richard Ayling und William Mason im Vierer ohne Steuermann an. Nach einem zweiten Platz im Vorlauf belegten sie im Halbfinale den sechsten Platz. Mit einem sechsten Platz im B-Finale erreichten die Briten den zwölften Platz in der Gesamtwertung.
Nach einem Jahr Pause kehrte Townsend 1978 zurück in den britischen Vierer. In der Besetzung Martin Cross, David Townsend, Ian McNuff und John Beattie erkämpften die Briten die Bronzemedaille bei den Weltmeisterschaften 1978, es gewann der sowjetische Vierer ohne Steuermann vor dem Boot aus der DDR. In der gleichen Besetzung belegten die Briten auch bei den Weltmeisterschaften 1979 den dritten Platz, diesmal hinter den Booten aus der DDR und aus der ČSSR. Die dritte Bronzemedaille in Folge erkämpften die vier Briten bei den Olympischen Spielen 1980 in Moskau hinter den Booten aus der DDR und aus der Sowjetunion.